# Pano Polemidia
Pano Polemidia (gr. Πάνω Πολεμίδια)  – wieś w Republice Cypryjskiej, w dystrykcie Limassol. W 2011 roku liczyła 3470 mieszkańców.